# Військовий обов'язок

Відсутні збройні сили
Військова повинність відсутня
Військова повинність існує, але проходять військову службу менш ніж 20% осіб з відповідної вікової групи
Плани щодо скасування військової повинності
Є військова повинність
Брак даних

Військо́вий обо́в'язок, або військо́ва пови́нність — встановлений у деяких державах законом обов'язок населення нести військову службу у збройних силах своєї країни. Вимога розпочати таку службу називається призовом. Зазвичай призову підлягають громадяни даної держави чоловічої статі, які досягли певного встановленого законом віку, який називається призовним віком. У деяких державах призову підлягають і жінки. Від призваного вимагається прослужити у війську протягом певного встановленого законом строку (зазвичай від кількох місяців до 3 років), а в разі оголошення мобілізації — повторно приєднатися до війська або продовжувати службу після закінчення цього строку.
Законом встановлюються також підстави для уникнення призову або його відстрочки: хвороби чи інші фізичні недоліки, певні сімейні обставини, певне місце роботи (таке, що держава відчуває дефіцит відповідних працівників), навчання в певних навчальних закладах і таке інше; зазвичай призову не підлягають також люди, що були засуджені до позбавлення волі. Крім того, в багатьох державах військова служба може бути замінена так званою альтернативною службою для тих, хто не згоден служити у війську, виходячи з релігійних, моральних чи інших міркувань (закон може обмежувати коло таких міркувань, а також вимагати певних доказів їх наявності; див. також Відмовник за ідейними міркуваннями); строк альтернативної служби, як правило, довший за строк обов'язкової військової служби. У деяких державах практикується офіційна можливість відкупитися від призову, сплативши державі певну грошову суму; за відсутності такої можливості іноді спостерігаються аналогічні незаконні випадки, тобто сплата хабаря чиновнику, причетному до рішення про те, чи відправляти певну людину до війська.
Інколи призов має вибірковий характер (що може бути зумовлено співвідношенням між чисельністю військ і населення), тобто з усіх тих, хто може підлягати призову, вирушає до війська лише частина людей; їх можуть вибирати, виходячи з оцінки їх якостей, корисних для військової служби, або за допомогою жеребкування, або на підставі якихось інших міркувань. У багатьох державах призов призупинений, як наприклад у Нідерландах, Німеччині чи Польщі, тобто збройні сили комплектуються на добровільних засадах, де кожен охочий може пройти військову службу терміном ідентичну строковій (а в деяких державах збройні сили навіть зовсім відсутні).
Слід також зауважити, що навіть у державах з дуже великою кількістю військових, що служать на підставі військової повинності, значну частину збройних сил становлять люди, які добровільно вибрали професію військового. Зокрема, майже завжди це можна сказати про всіх офіцерів. Призвані мають здебільшого звання рядового та зрідка сержантського складу.
Разом з тим, держави, в яких військової повинності нема, зазвичай залишають за собою право призивати людей до війська в випадку оголошення мобілізації.

## Історія
У рабовласницькому суспільстві військова повинність складала обов'язок і право вільних, головним чином імущих людей. З появою у Греції та Римі регулярних армій в армію стали допускати і представників бідного класу, багаті часто наймали заступників. Широко практикувалося найманство. У період раннього середньовіччя на Заході військо складалося головним чином з ополчення вільних селян і городян, що збиралося згідно з громадською військовою повинністю. В період феодалізму, роздробленості панувань, формою військової повинності стало лицарське ополчення. З виникненням у 15-16 століттях постійних найманих армій головну роль у комплектуванні військ стало грати вербування. У серпні 1793 французький Конвент декретував масовий примусовий набір в армію всіх французів у віці 18—40 років, у першу чергу 18—25-літніх неодружених і бездітних. У 1798 загальна військова повинність з 6-річним терміном служби стала у Франції законом під назвою «конскрипції». До системи загальної військової повинності, з метою створення масової армії, поступово перейшли Пруссія (1814—1815), Австро-Угорщина (1868), Італія (1875) та інші держави. Велика Британія та США зберігали в себе вербування, вводячи загальну військову повинність під час Першої та Другої світових воєн. Ці дві держави зберегли її й після Другої світової війни, але згодом скасували (у Великій Британії останній обов'язковий призов відбувся в 1960 році, а у США в 1972). У Стародавній Русі до 17 століття військова повинність здійснювалася у формі феодального та народного ополчення. Створені в 1-й половині 17 століття полки «нового ладу» поступово витіснили феодальне дворянське ополчення. У 1699—1705 склалася рекрутська повинність.

### У Франції
12 січня 1798 р. депутат у Раді п'ятисот, генерал Журдан запропонував проєкт закону про постійний військовий обов'язок. Пропозиція після доопрацювання в комісії була прийнята, і 5 вересня 1798-го новий закон був затверджений та фактично без кардинальних змін проіснував у Франції майже ціле століття (до 1872 р.) і ліг в основу подальшого французького законодавства про військовий обов'язок, як і відповідних законів більшості тих сучасних держав, у яких військова повинність існує.

### У Німеччині
У період з 1956 по 2011 рік призов був обов'язковим для всіх громадян чоловічої статі до федеральних збройних сил Німеччини (нім. Bundeswehr), а також до Федеральної прикордонної служби (Bundesgrenzschutz) у 1970-х роках (див. Прикордонна служба). Після закінчення холодної війни уряд Німеччини різко скоротив чисельність своїх збройних сил. Низький попит на призовників призвів до призупинення обов'язкового призову в 2011 році. Відтоді в Бундесвері служать лише військовослужбовці-професіонали, або призвані на добровільних засадах. 

### У Російській імперії
Докладніше: Загальна військова повинність в Російській імперії
Для Російської імперії до 1874 була характерною вибіркова військова повинність, але з довгим строком служби, яка називалася рекрутською повинністю.
У 1874 в ході проведення військових реформ 1860—1870-х рр. у Росії було запроваджено загальну військову повинність. Відповідний Статут визначив, що призовний вік становить 21 рік, загальний термін служби 15 років, з них дійсної служби 6 (на флоті 7) і в запасі 9 років. У 1876 термін дійсної військової служби був скорочений до 5 років, потім неодноразово змінювався то в бік скорочення (до 3-4 років), то в бік збільшення (до 5 років). У 1-у світову війну Росія вступила за таких правил військової повинності (за законом 1912): призовний вік 20 років (до 1 січня року призову), загальний термін служби 23 роки; дійсна служба в піхоті і пішій артилерії — 3 р., у решті родів військ — 4, на флоті — 5; у запасі: в піхоті та пішій артилерії — 15, в інших родах військ — 13, на флоті — 5 років; потім в ополченні 1-го розряду, куди зараховувалися також усі придатні до служби надлишки щорічного призовного контингенту; в ополчення 2-го розряду зараховувалися надлишки обмежено придатних до військової служби і звільнених за сімейним станом.

### У СРСР
В СРСР уже на досить ранніх етапах його існування було встановлено загальний військовий обов'язок для чоловіків, які досягли 18 років. Ініціатором загального військового обов'язку був Лев Троцький, який розгорнув систему військових комісаріатів, які фактично існують і досі. Протягом 1980-х років строк військової служби становив у сухопутних військах 2 роки, на флоті 3 роки. Також існував обов’язковий призов офіцерів запасу, котрі отримали первинне офіцерське звання на військових кафедрах при вищих навчальних закладах. Уникнути військової служби вдавалося дуже небагатьом чоловікам; здебільшого це було можливо лише за станом здоров'я. Під час перебудови в суспільстві часто дискутувалося питання про потребу пом'якшити законодавство про військову повинність. Як результат у 1989 році почали надавати відстрочку від призову на весь період навчання у вищих навчальних закладах (хоча й раніше були періоди, коли це робилось; такі відстрочки то з'являлися, то зникали, але починаючи з 1989 р. утвердились остаточно). Невдовзі після цього були достроково повернуті з війська для продовження навчання ті, кого встигли призвати з вузів ще до запровадження цих змін.

### У Норвегії
Призов був конституційно встановлений 12 квітня 1907 року (Kongeriket Norges Grunnlov, § 119). Станом на березень 2016 року Норвегія використовує слабку форму обов'язкової військової служби для чоловіків та жінок. На практиці призовників не примушують служити, натомість відбирають лише тих, хто має мотивацію. Близько 60 000 норвежців доступні для призову щороку, але призиваються лише від 8 000 до 10 000. З 1985 року жінки можуть записатися на добровільну службу як регулярні призовники. 14 червня 2013 року норвезький парламент проголосував за поширення призову на жінок, що зробило Норвегію першим членом НАТО і першою європейською країною, яка зробила національну службу обов'язковою для обох статей. У попередні часи, принаймні до початку 2000-х років, усі чоловіки у віці 19-44 років підлягали обов'язковій службі, причому для уникнення призову були необхідні вагомі причини. Існує право на відмову від військової служби з міркувань совісті.  
Крім того, норвезький уряд призиває загалом 8 000 чоловіків і жінок віком від 18 до 55 років на невійськову службу цивільної оборони (не плутати з альтернативною цивільною службою). Колишня служба в армії не виключає можливості подальшого призову до цивільної оборони, але застосовується верхня межа загальної тривалості служби - 19 місяців. Нехтування мобілізаційними наказами щодо навчань та фактичних інцидентів може призвести до накладення штрафів.

### У новітній Україні
Новітня Україна успадкувала той порядок щодо військової повинності, який діяв в СРСР. Згодом було прийнято Закон України «Про загальний військовий обов'язок і військову службу» (тепер з його назви вилучено слово «загальний»), який відтоді регулює ці питання. Надалі вищезгаданий закон багато разів змінювався; ці зміни бували різної спрямованості, але здебільшого спостерігалася тенденція до скорочення терміну служби та збільшення можливостей для її уникнення за допомогою різноманітних підстав для звільнення від призову або відстрочки від нього. Крім того, було введено альтернативну службу для тих, хто не згоден служити у війську з релігійних мотивів (мотиви нерелігійного характеру в Україні не дають підстав для альтернативної служби).
Існували плани поступово повністю скасувати військову повинність і перейти на контрактний принцип комплектування війська. Питання про те, наскільки скоро це може відбутися, час від часу ставало предметом передвиборчих обіцянок і суперечок; при цьому називалися роки в межах від 2008 до 2016. Важливий крок у цьому напрямі відбувся 14 жовтня 2013 року, коли Президент України підписав указ, згідно з яким у 2014 році примусовий призов мав відбуватися лише до внутрішніх військ Міністерства внутрішніх справ України, а всі інші війська перейшли б на контрактний принцип комплектування після звільнення останніх призовників у листопаді 2014 року (при збереженні передбаченої законом потенційної можливості відновити призов указом Президента).
Однак військове вторгнення Росії у 2014 р. змінило ситуацію, призводячи до бажання влади відновити примусовий призов до ЗСУ, що й було зроблено указом в.о. Президента від 1 травня 2014 року. Крім того, проводилася мобілізація, а також вносилися зміни до закону, які розширювали коло потенційних військовослужбовців.
У 2015 році, попри продовження бойових дій, у середовищі українських високопосадовців відновилось активне обговорення планів щодо швидкого переходу на професійну армію.
Зараз термін обов'язкової військової служби становить 18 місяців, а для осіб зі ступенем магістра 12 місяців. Призовний вік становить 18 років, але у 2015 році були призвані лише ті чоловіки, які досягли 20 років. Максимальний можливий вік призовника становить 26 років (тобто можливість бути примусово призваним зникає з досягненням 27 років), що дає можливість фактично уникнути призову за допомогою відстрочок, які триватимуть 9 років. Відстрочка від призову надається, наприклад, на період стаціонарного навчання у вищих навчальних закладах, навчання в аспірантурі (байдуже, стаціонарного чи заочного), роботи вчителем у загальноосвітній школі на повну ставку за своєю спеціальністю (для тих, хто має повну вищу освіту), виховання власної дитини до досягнення нею 3 років і з багатьох інших підстав. Також відсрочка надається при ряді захворювань у юнака [Архівовано 24 лютого 2020 у Wayback Machine.].

## Сучасні тенденції
Зараз як наявність, так і відсутність військової повинності не є дивним явищем для держави з будь-яким рівнем демократії та з будь-яким рівнем економічної розвинутості. Проте характерною тенденцією останнього часу є все-таки відмова демократичних держав від примусового призову до війська. Для англомовних держав це було характерно ще кілька десятиліть тому: так, наприклад, у середині 1980-х років Велика Британія, Ірландія, США, Канада, Австралія, Нова Зеландія, Індія військової повинності вже не мали, на відміну від переважної більшості держав Європи. Але в 1990-х і 2000-х роках спостерігається стрімке зменшення кількості держав з військовою повинністю за рахунок насамперед Європи. Проте для деякої частини європейських держав (див. карту) досі не характерно відмовлятися від військової повинності чи навіть планувати таку відмову; показовою в цьому випадку стала Австрія, де на початку 2013 року було проведено референдум, за результатами якого австрійське населення відмовилося скасовувати військову повинність. Крім того, Латвія, Литва та Швеція впровадили військову повинність після початку збройного протистояння між Росією та Україною.
Разом з тим, для держав Європи, в яких залишається військова повинність, а також для Ізраїлю, характерні дуже широкі можливості для уникнення призову. У багатьох згаданих державах ситуація наближається до такої, що фактично до війська беруть тільки тих, хто цього хоче (та й то далеко не всіх), так що військова повинність вироджується у формальність. Бажання служити при цьому часто буває зумовлено пільгами, які мають люди, що відслужили у війську; це особливо характерно для Ізраїлю.
Крім того, для європейської демократичної спільноти стало нормою дозволяти заміну військової служби альтернативною для тих, хто не згоден бути солдатом, виходячи з якихось принципових міркувань. Іноді закон обмежує коло таких міркувань (наприклад, можливо, що беруться до уваги лише релігійні міркування). Зазвичай закон передбачає проведення бесід з призовником, під час яких має сформуватися думка компетентних людей про те, чи справді призовник має такі переконання, про які говорить, і чи вони справді є підставою для відмови від служби у війську.

## Аргументи за та проти військової повинності
Прихильники військової повинності висувають такі аргументи: захищати власну країну — священний обов'язок громадян, який не слід узалежнювати від особистих уподобань громадян; служба у війську виховує в людини стійкість до труднощів і фізичну витривалість, перетворюючи хлопця у «справжнього чоловіка»; військова служба відволікає молоду людину від поганих способів витрачання часу; в армії можна отримати деякі професійні вміння, корисні в майбутньому житті; на час служби військовослужбовець звільняє свою сім'ю від потреби годувати себе; якщо армія буде суто професійною, «корпоративні інтереси» цих професіоналів можуть не завжди збігатися з інтересами народу та держави, що може призводити до державних переворотів та встановлення військової диктатури; якщо внаслідок масштабних бойових дій професійна армія зазнає великих втрат, замінити їх буде нічим і часу на підготовку нових кадрів не вистачить (загальна мобілізація не зможе виправити становище, бо люди будуть зовсім не готові до військової справи).
Противники військової повинності висувають такі аргументи: військова справа — це одна з професій, і її, як і кожну іншу професію, не слід нав'язувати насильно; примусова робота є неефективною, і отже, професійна армія боєздатніша, ніж сформована на засадах примусу; примушувати людину вчитись убивати — одна з найгірших форм примусу; професія військового взагалі не повинна існувати (цей аргумент висувають лише пацифісти); від призваного на військову службу вимагається прийняття присяги, але нелогічно, щоб присяга була примусовою, оскільки тоді вона не виражає справжньої волі того, хто присягнув; служба в армії гальмує кар'єру людини. Наявність альтернативної служби дещо пом'якшує критику противників військової повинності, але не знімає її повністю.
Критика примусовості військової служби особливо активізується, якщо військові змушені брати участь у бойових діях проти своєї волі. Особливо це стосується випадків, коли бойові дії ведуться за межами даної держави, як, наприклад, військові дії США у В'єтнамі, СРСР в Афганістані тощо. Зараз для демократичних держав характерно відправляти в закордонні військові місії лише добровольців, навіть за умов існування військової повинності. Проте в разі збройного нападу на деяку державу вона може бути змушена провести мобілізацію і значно посилити чинник примусовості у військовій службі.
Крім того, критику військової повинності часто спричинюють негативні явища, які спостерігаються у війську конкретної держави. Так, наприклад, для СРСР починаючи з 1970-х років було характерним поширення в армії так званої дідівщини, залишки якої, можливо, ще й досі спостерігаються в деяких військових частинах України. Сучасну українську громадськість часто обурюють також окремі смертельні нещасні випадки в армії в мирний час, що теж висувається як вагомий аргумент за те, щоб скасувати військову повинність якомога скоріше.
Див. також аргументацію, наведену у статті Відмовник за ідейними міркуваннями.